# Lei de armas heráldicas
A lei das armas heráldicas, por vezes simplesmente leis da heráldica, rege a posse, uso ou exibição de armas. Esse uso inclui brasões, armaduras ou rolamentos heráldicos. Originalmente com a única função de permitir que os cavaleiros se identificassem no campo de batalha, ganhou historicamente usos mais amplos e decorativos. Hoje são utilizados por países, instituições públicas e privadas ou por indivíduos. As primeiras leis sobre armas foram escritas por Bártolo de Sassoferrato e os funcionários que administram esses assuntos hoje são chamados oficiais de armas. A lei das armas faz parte da lei nos países que regulamentam a heráldica, embora não faça parte do direito consuetudinário no Reino Unido e em países cujas leis derivam da lei inglesa. Na maioria dos países europeus sem monarquias, assim como nos Estados Unidos, não existem leis contra o uso de armas, sendo o mecanismo de autenticidade legal mais próximo a proteção de direitos autorais pictóricos.

## Direto ao uso de armas

Brasão de armas do Reino Unido.

De acordo com a descrição habitual da lei das armas, brasões, insígnias heráldicas, bandeiras e estandartes e outros emblemas de honra semelhantes só podem ser portados em virtude de direito ancestral, ou de concessão feita ao utilizador sob a devida autoridade. Direito ancestral significa descendência na linha masculina de um ancestral que legalmente portava armas. A autoridade devida tem sido, desde os tempos medievais, a Coroa ou o Estado.
No Reino Unido e na Commonwealth, a prerrogativa da Coroa de conceder armas é delegada a uma das várias autoridades, dependendo do país. Na Inglaterra, País de Gales e Irlanda do Norte, a autoridade para conceder armas é delegada aos Reis de Armas do Colégio de Armas, sob a direção do Conde Marechal. [[Na Escócia, esta autoridade é delegada ao Lord Lyon King of Arms, a seu critério. No Canadá, é exercido pela Autoridade Heráldica Canadense sob a direção do Governador-Geral do Canadá.
Na Irlanda, ao contrário do que acontece no Reino Unido, a concessão de armas por parte de uma autoridade oficial não constitui um pré-requisito legal para a utilização de armas. Por exemplo, símbolos heráldicos e brasões que existiram antes de 1552 e que posteriormente pertenceram à tradição gaélica podem continuar em uso, bem como armas sem qualquer base oficial.
Em Espanha, embora o poder de conceder novas armas seja restrito a Filipe VI, onde os Cronistas de Armas  têm o poder de certificar armas dentro da(s) província(s) da sua nomeação. A partir de 2008, existe atualmente apenas um, com autoridade apenas nas províncias de Castela e Leão.

## Portugal

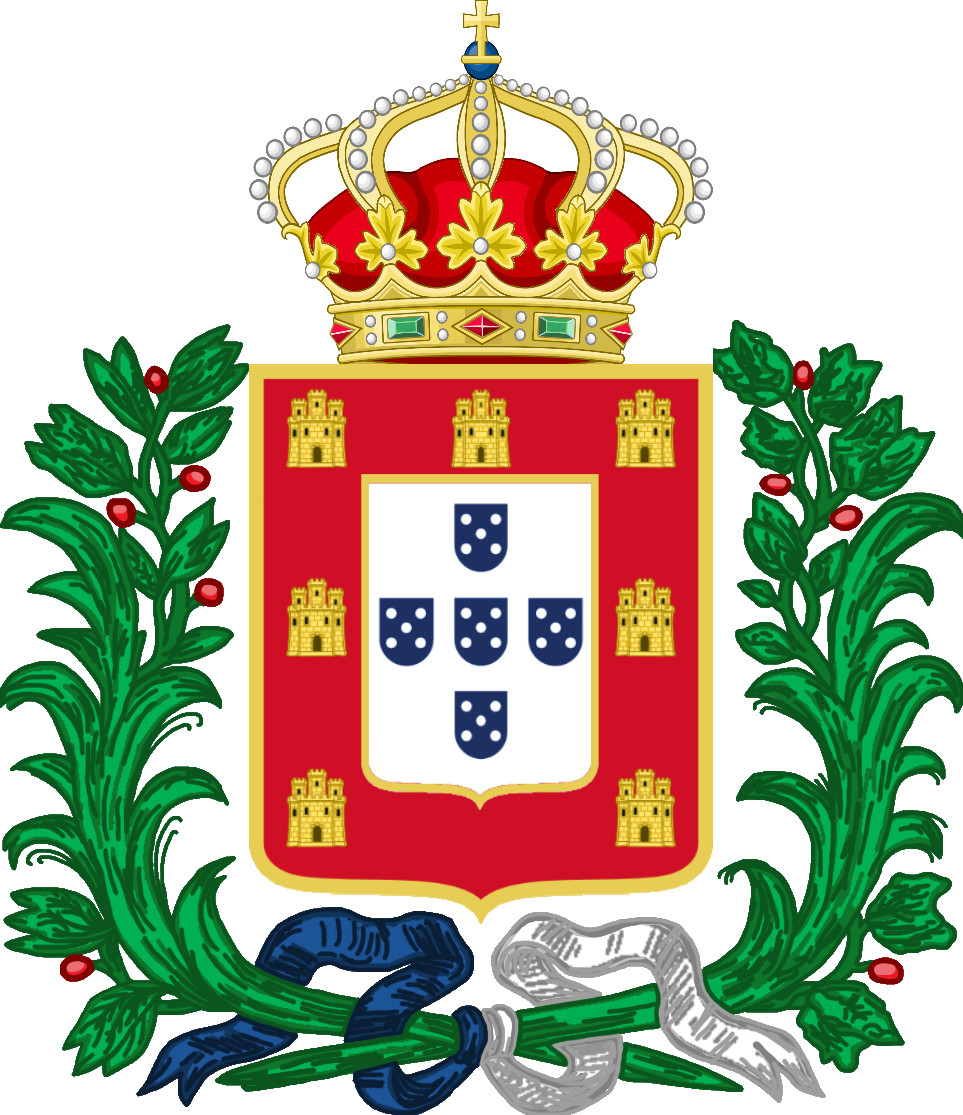
Brasão de armas de Manuel II.

Brasão de armas de Harold Wilson, ex-Primeiro-ministro britânico, exemplo de um brasão de armas que segue regras heráldicas, nunca usando coroa sem título e só sobrepondo cores com metal e vice-versa.

Em Portugal a assunção de armas não é ilegal, sendo a sua materialização possível com recurso à proteção de direitos autorais pictóricos. Contudo, o Instituto Português de Heráldica, principal autoridade histórica em heráldica, conduz trabalhos e auxilia, com recurso ao Instituto da Nobreza Portuguesa a verificação de direitos nobiliárquicos, elaborando também ilustrações heráldicas a quem detenha um brasão registado no instituto.
Do ponto de vista legal, dado o regime republicano constitucional unitário, qualquer pessoa que cumpra as regras recomendadas de heráldica e não use símbolos e bandeiras públicas pode produzir o seu brasão de armas, podendo efetuar um registo de símbolo via Instituto Nacional da Propriedade Industrial.